# Fructosa
La fructosa és un sucre simple o monosacàrid que es troba als éssers vius. És un dels tres sucres més importants que es troben als aliments i també a la sang, juntament amb la glucosa i la galactosa. Contenen fructosa, sacarosa i glucosa productes naturals com la mel, les fruites, i alguns tubercles, arrels, i bulbs, com ara la remolatxa, el moniato, la xirivia, i la ceba. La fructosa també s'obté per digestió enzimàtica de la sacarosa.
La fructosa és convenient per als pacients de diabetis mellitus o hipoglucèmia, perquè té un índex glicèmic de 32, molt baix si el comparem amb el de la sacarosa o sucre de taula, perquè la via metabòlica que desfà la fructosa al fetge és molt més llarga i complexa, amb unes quantes etapes de fosforilació, i fent servir molts més enzims.

## Estructura
La fructosa, o levulosa, és un monosacàrid levorotatori amb la mateixa fórmula molecular que la glucosa, però amb una estructura diferent. La fructosa és una cetohexosa, amb el grup carbonil al carboni 2, i la glucosa és una aldohexosa i, per tant, amb el grup carbonil al carboni 1. En dissolució no té estructura lineal, sinó cíclica, amb anells de 5 o 6 membres.

### Isomerisme
La fructosa té la mateixa configuració en el penúltim carboni que el D-gliceraldehid i, per tant, és una D-fructosa. De fet, la majoria dels monosacàrids naturals pertanyen a la sèrie D. Aquesta estructura isomèrica fa que sigui més dolça.

alfa-D-fructosa
beta-D-fructosa

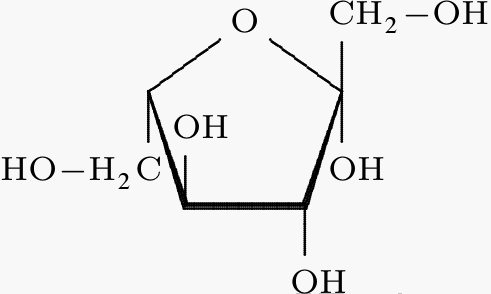
beta-L-fructosa

#### Galería d'isòmers de la fructosa

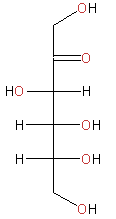
D-fructosa lineal, representació de Fischer
fórmula de Haworth de l'α-D-fructofuranosa
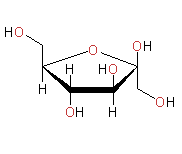
fórmula de Haworth de β-D-fructofuranosa
fórmula de Haworth d'α-D-fructopiranosa

## Propietats químiques
La fructosa és una polihidroxicetona de 6 àtoms de carboni. És un isòmer de la glucosa, totes dues tenen la mateixa fórmula molecular (C₆H₁₂O₆), però difereixen en l'estructura. La fructosa adopta estructures cícliques de 5 o 6 membres a causa de l'estabilitat que li confereix la formació d'un hemiacetal. L'anell de cinc membres s'anomena formalment D-fructofuranosa. Alternativament, el grup OH en el sisè carboni pot unir-se al carboni carbonil per a formar un anell de 6 membres (D-fructopiranosa). En dissolució, la fructosa és una barreja equilibrada d'un 70% de fructopiranosa, un 22% de fructofuranosa, i la resta d'unes altres formes, inclosa la forma acíclica.

### Reaccions químiques
- La fermentació de la fructosa

Alguns bacteris o llevats poden fer fermentar la fructosa anaeròbiament. Els enzims dels llevats transformen la sucre (glucosa o fructosa) a etanol i diòxid de carboni. Aquest diòxid de carboni alliberat durant la fermentació romandrà dissolt a l'aigua i arribarà a l'equilibri amb l'àcid carbònic, llevat que la cambra de fermentació quedi a l'aire. El diòxid de carboni i l'àcid carbònic dissolts fan la carbonització de les begudes fermentades a ampolles.
- La fructosa i la reacció de Maillard

La fructosa pateix la reacció de Maillard, una reacció d'enfosquiment no enzimàtica, amb aminoàcids. Com que la fructosa existeix en major proporció en la seva forma de cadena oberta que la glucosa, les etapes inicials de la reacció de Maillard s'esdevenen més de pressa amb fructosa que no pas amb glucosa. Per tant, la potencialitat de la fructosa podria contribuir als canvis en el bon gust dels aliments, com també altres efectes nutricionals, com un enfosquiment excessiu, una reducció del volum o l'entendriment de pastissos durant la preparació, i la formació de components mutàgens.
- Deshidratació

La fructosa es deshidrata fàcilment per esdevenir hidroximetilfurfural ("HMF"). L'HMF és un potent precursor del fuel verd líquid. La glucosa pot ser isomeritzada a fructosa per poder ser deshidratada.

## Propietats físiques i funcionals

### Dolçor relativa
La fructosa s'empra comercialment com a additiu als aliments i begudes pel baix cost i per l'alta dolçor relativa. És el carbohidrat natural més dolç. Hom considera que la fructosa és aproximadament 1.73 cops més dolça que la sucrosa, perquè la presència de l'anell de 5 carbonis produeix més dolçor que l'anell de 6 carbonis de la sucrosa. Malgrat això, quan la fructosa s'escalfa,forma l'anell de 6 carbonis.
La dolçor de la fructosa es nota més fàcilment que la de la sucrosa o la de la dextrosa. El gust arriba al punt màxim (superior a la sucrosa) i baixa més de pressa que la de la sucrosa. La fructosa també pot realçar uns altres gustos dels aliments.
- Sinergia de la dolçor

Dolçor relativa de diferents compostos

La fructosa presenta un efecte sinèrgic de la dolçor quan s'utilitza en combinació amb uns altres components dolços. La dolçor relativa de la fructosa combinada amb la sucrosa, l'aspartam, o la sacarina es nota més que la dolçor de cada component per separat.

### Solubilitat i cristal·lització de la fructosa
La fructosa té més solubilitat que els altres sucres. A més a més, és difícil de cristal·litzar des d'una solució aquosa. Les llaminadures que contenen barreges de sucres amb fructosa són més toves que les llaminadures que contenen barreges d'uns altres sucres, per la gran solubilitat que té la fructosa.

### Higroscopicitat i humitat de la fructosa
La fructosa absorbeix amb rapidesa la humitat, i l'allibera al medi amb més lentitud que els altres sucres tals com la sucrosa, la dextrosa i els edulcorants [8]. És un humectant excel·lent, i reté la humitat durant molt de temps, fins i tot amb baixa humitat relativa. A més, la fructosa pot contribuir a millorar la qualitat, la textura, i el temps de vida dels aliments.
- Punt de congelació

La fructosa té un millor efecte sobre el punt de descens crioscòpic que els altres disacàrids i oligosacàrids, cosa que la fa ideal per a protegir la integritat de les parets cel·lulars perquè redueix la formació de cristalls de gel. Tanmateix, aquesta propietat pot ser indesitjable per a les postres toves o gelades.

### La fructosa i la funcionalitat delmidóen els aliments
La fructosa incrementa la viscositat del midó més de pressa, i fa una viscositat final més alta que la que faria la sucrosa perquè la fructosa disminueix la temperatura requerida durant la gelatinització del midó.

## Fonts d'aliments

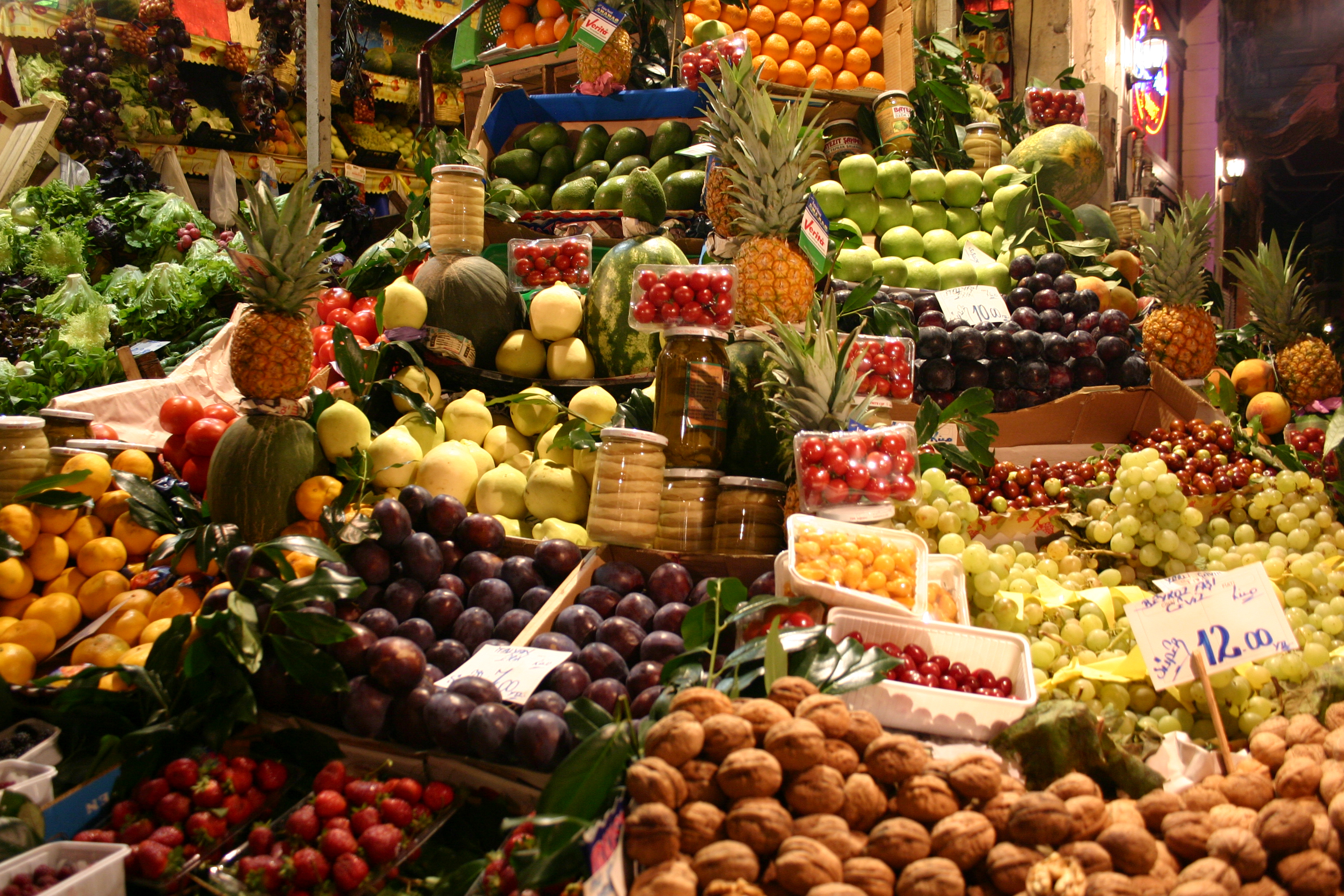
Fruites variades

## Digestió i absorció de la fructosa en humans

Hidròlisi de la sucrosa en fructosa i glucosa

### Síntesi de glicogen a partir de DHAP i gliceraldehid-3-fosfat

Conversió metabòlica de fructosa en glicogen al fetge

### Síntesi de triglicèrids a partir de DHAP i de gliceraldehid-3-fosfat

Conversió metabòlica de la fructosa en triglicèrid al fetge